# Elmar Frings
Elmar Frings (* 26. März 1939 in Neuss; † 29. Juli 2002 ebenda) war ein deutscher Moderner Fünfkämpfer.

## Leben
Elmar Frings begann als Schwimmer beim Neusser Schwimmverein. 1955 belegte er bei den deutschen Jugendmeisterschaften über 100 sowie 200 m Kraul den dritten Rang. Bei den Olympischen Sommerspielen 1964 belegte er den 23. und mit der Mannschaft den 6. Rang. Auch vier Jahre später bei den darauffolgenden Sommerspielen in Mexiko-Stadt war er nochmals Teil der gesamtdeutschen Olympiamannschaft und konnte sich im Einzel auf Platz 17 verbessern.
Bei den Weltmeisterschaften 1969 im ungarischen Budapest sowie im Folgejahr bei den Weltmeisterschaften in Warendorf konnte er jeweils mit der deutschen Mannschaft die Bronzemedaille gewinnen. Des Weiteren wurde der Neusser viermal deutscher Meister.
Nach seiner Karriere war er von 1972 bis 1976 Bundestrainer der Modernen Fünfkämpfer.
Frings war gelernter Maurer; später jedoch studierte er unter Carl Diem und wurde diplomierter Sportlehrer und arbeitete an der Deutschen Sporthochschule in Köln. Im Alter von 63 Jahren starb Frings an Krebs.